# ジョン・マッケンタイア
ジョン・マッケンタイア（John McEntire、1970年4月9日 - ）は、アメリカ合衆国オレゴン州出身のドラマー、マルチプレイヤー、音楽プロデューサー、レコーディング・エンジニア。また、イリノイ州シカゴの録音スタジオ「Soma Electronic Music Studios」のオーナーでもある。主にポストロック、インディー・ロックの分野で活動し、バストロ、トータス、ザ・シー・アンド・ケイクのメンバーとしての活動に加えて、多くのミュージシャン／バンドの作品に参加した。

## 来歴
ポートランドで生まれる。最初に始めた楽器はドラムスで、カレッジではパーカッションを専攻するが、やがてミュージック・コンクレートに興味を持ち、電子音楽に傾倒する。1988年にはマーク・エドワーズを中心としたプロジェクト、マイ・ダッド・イズ・デッドのドラマーとなる。マイ・ダッド・イズ・デッドはバストロと共にツアーを行い、マッケンタイアはその後バストロに加入した。
その後、マッケンタイアはバストロでの盟友デイヴィッド・グラブスとバンディ・K・ブラウンのユニット、ガスター・デル・ソルのレコーディングに参加して、更に、イリノイ州シカゴを拠点にトータスおよびザ・シー・アンド・ケイクを結成。1994年にはトータスのファースト・アルバム『Tortoise』とザ・シー・アンド・ケイクのファースト・アルバム『The Sea and Cake』の両方がリリースされた。マッケンタイアはその後も、両方のバンドで活動を続けていく。
1998年には、マッケンタイアがリミックスで参加したブラーの日本企画アルバム『バスティン+ドローニン』がリリースされ、同年にはマッケンタイアが音楽を担当したアメリカ映画『リーチ・ザ・ロック』（監督：ウィリアム・ライアン）が公開された。
2007年、トータスでの盟友であるダン・ビットニーやジョン・ヘーンドンと共に結成したバンド、Bumpsとしての初のアルバムをヒップホップ・レーベルのStones Throwから発表した。
マッケンタイアは音楽プロデューサーおよびレコーディング・エンジニアとしても活動しており、バストロ、トータス、ザ・シー・アンド・ケイクのメンバーの関連作品のみならず、イギリスのステレオラブ、日本のGREAT3、カナダのブロークン・ソーシャル・シーン等の作品にも関与した。

## ディスコグラフィ

### バストロ
- Diablo Guapo（1989年）
- Sing the Troubled Beast（1991年）
- Antlers: Live 1991（2005年）

### ガスター・デル・ソル
- The Serpentine Similar（1993年）
- Crookt, Crackt, Or Fly（1994年）
- Upgrade & Afterlife（1996年）
- Camoufleur（1997年）

### ソロ・アルバム
- Reach the Rock: Music from the Motion Picture（1999年）

### Bumps
- Bumps（2007年）

### その他の参加作品
ミュージシャンの姓またはバンド名の五十音順で示す。
- アイソトープ217°
  - ユートニアン・オートマティック - Utonian Automatic（1999年） - エンジニアリング、ミキシングで参加。
- イレヴンス・ドリーム・デイ
  - エイス - Eighth（1997年） - エンジニアリング、ミキシング、演奏で参加。
  - ストールド・パレード - Stalled Parade（2000年） - エンジニアリング、ミキシング、演奏で参加。
- ジム・オルーク
  - バッド・タイミング - Bad Timing（1997年） - 演奏で参加。
- ザ・カー・イズ・オン・ファイア
  - オムバロップス - Ombarrops!（2009年） - プロデュース、エンジニアリング、ミキシング、演奏で参加。
- 片寄明人
  - HEY MISTER GIRL!（2000年） - プロデュース、編曲、演奏で参加。
- キヲク座
  - 色あはせ（2015年）- ミキシングで参加。
  - 遊山（2017年）- ミキシングで参加。
- デイヴィッド・グラブス
  - The Thicket（1998年） - 演奏で参加。
  - ザ・スペクトラム・ビトウィーン - The Spectrum Between（2000年） - 演奏で参加。
- GREAT3
  - When you were a beauty（2002年） - プロデュース、エンジニアリング、ミキシング、演奏で参加。
  - climax（2003年） - プロデュース、エンジニアリング、ミキシング、演奏で参加。
- COMBOPIANO
  - Growing Up Absurd（2007年） - 演奏で参加。
- ジャガ・ジャジスト
  - ワンアームド・バンディット - One-Armed Bandit（2010年） - ミキシング、演奏で参加。
- Chocolat & Akito
  - Chocolat & Akito（2003年） - ミキシング、演奏で参加。
  - Tropical（2007年） - ミキシング、演奏で参加。
- ステレオラブ
  - エンペラー・トマト・ケチャップ - Emperor Tomato Ketchup（1996年） - プロデュース、エンジニアリング、ミキシング、演奏で参加。
  - ドッツ・アンド・ループス - Dots and Loops（1997年） - プロデュース、エンジニアリング、ミキシング、演奏で参加。
  - ミルキー・ナイト - Cobra and Phases Group Play Voltage in the Milky Night（1999年） - プロデュース、演奏で参加。
  - サウンド-ダスト - Sound-Dust（2001年） - エンジニアリング、ミキシング、演奏で参加。
- スモール・シンズ
  - Mood Swings（2007年） - ミキシング、演奏で参加。
  - Pot Calls Kettle Black（2011年） - プロデュース、エンジニアリング、ミキシングで参加。
- 竹村延和
  - Signs（2001年） - 演奏で参加。
- ティーンエイジ・ファンクラブ
  - マン・メイド - Man-Made（2005年） - プロデュース、エンジニアリング、ミキシング、演奏で参加。
- ジェフ・パーカー
  - ライク・コーピング - Like-Coping（2003年） - プロデュース、エンジニアリング、ミキシングで参加。
  - ザ・リラティヴス - The Relatives（2005年） - エンジニアリング、ミキシングで参加。
- Buffalo Daughter
  - I（2001年） - エンジニアリング、ミキシング、演奏で参加。
- ブラー
  - バスティン+ドローニン - Bustin' + Dronin'（1998年） - 収録曲「Theme from Retro」のリミックスで参加。
- ブライト・アイズ
  - カッサダーガ - Cassadaga（2007年） - エンジニアリング、演奏で参加。
- サム・プレコップ
  - サム・プレコップ - Sam Prekop（1999年） - 演奏で参加。
  - フーズ・ユア・ニュー・プロフェッサー - Who's Your New Professor（2005年） - エンジニアリング、ミキシング、演奏で参加。
- ブロークン・ソーシャル・シーン
  - フォギブネス・ロック・レコード- Forgiveness Rock Record（2010年） - プロデュース、エンジニアリング、ミキシング、演奏で参加。
- ヨ・ラ・テンゴ
  - フェイド - Fade（2013年） - プロデュース、ミキシング、演奏で参加。
- ザ・レッド・クレイオラ
  - The Red Krayola（1994年） - 演奏で参加。
  - イントロダクション - Introduction（2006年） - エンジニアリング、ミキシング、演奏で参加。
  - サイズ・トラップト・バイ・ライアーズ - Sighs Trapped by Liars（2007年） - エンジニアリング、演奏で参加。